# Willeke van Ammelrooy
Willy Geertje van Ammelrooy (Amesterdã, 5 de abril de 1944), conhecida como Willeke van Ammelrooy, é uma atriz e cineasta neerlandesa.

## Biografia
Willeke van Ammelrooy nasceu em Amsterdã, onde também frequentou a escola de teatro. Atuou no teatro e também no cinema. Já participou de 27 filmes. Seu primeiro longa-metragem foi Mira em 1971.
Mais tarde, estrelou o premiado filme Antonia's Line, que conta a história de uma mulher independente que, após retornar à anônima aldeia neerlandesa onde nasceu, estabelece e nutre uma comunidade matriarcal unida. Ela recebeu críticas positivas e ganhou o Bezerro de Ouro de Melhor Atriz por sua atuação e o filme obteve sucesso de crítica, incluindo o Oscar de Melhor Filme Estrangeiro na cerimônia do Oscar de 1996. Emanuel Levy, escrevendo para The Advocate, escreveu "É fácil ver por que o filme está ganhando prêmios em festivais", chamando-o de "um conto de fadas encantador que mantém uma sensação consistentemente calorosa e alegre e Willeke van Ammelrooy maravilhosa". Janet Maslin, do New York Times, chamou-o de "uma obra de feminismo mágico". O filme também foi exibido no Festival Internacional de Cinema de Toronto, onde ganhou o People's Choice Award.
Van Ammelrooy é casada com o cantor de ópera neerlandês Marco Bakker.

## Filmografia

### Cinema
- Mira (1971) – Mira
- Louisa, een woord van liefde (1972) – Louisa
- The Burglar (1972) – Fanny
- The Killer Is on the Phone (1972) – Dorothy
- Frank en Eva (1973) – Eva
- Dakota (1974) – Laura
- Help! The Doctor Is Drowning (1974) – Katja
- Alicia (1974) – Alicia
- Mijn nachten met Susan, Olga, Julie, Piet en Sandra (1975) – Susan
- L'amour aux trousses (1975) – Laurence
- Het Jaar van de Kreeft (1975) – Toni
- Wan Pipel (1976) – Karina
- De Mantel der Liefde (1978) – Maria
- Grijpstra & De Gier (1979) – Constanze
- Een vlucht regenwulpen (1981) – Martha
- On Top of the Whale (1982) – Eva
- De Lift (1983) – Mieke
- Herenstraat 10 (1983) – Leonie
- Ciske de Rat (1984) – Marie
- Andre Handles Them All (1985) – Charlie
- Op hoop van zegen (1986) – Mathilde
- Koko Flanel (1990) – Germaine
- Antonia's Line (1995) – Antonia
- Lijmen/Het Been (2001) – Sra. Lauwereyssen
- De Schippers van de Kameleon (2003) – Mevrouw
- De duistere diamant (2004) – Clara
- The Lake House (2006) – Mrs. Forster
- Bride Flight (2008) – Old Esther Cahn
- The Hell of '63 (2009) – Moeder Will
- Life Is Wonderful (2018) – Rosa

### Televisão
- Het Glazen Huis (2004–2005)